# Hacıselli
Hacıselli è un comune dell'Azerbaigian situato nel distretto di Yevlax. Conta una popolazione di 1 363 abitanti.